# Врбовац (Глоговац)
Врбовац (алб. Vërboci или Vërboc) је насеље у општини Глоговац, Косово и Метохија, Република Србија. Према попису становништва из 2011. године, село је имало 1.247 становника, већину становништва чинили су Албанци. Историјски и географски село Врбовац припада Дреници.

## Географија
Село Врбовац (Врбовце) налази се на ободу језерске терасе, а припада џематском типу. У 1935. години при испитивањима историчара Татомира Вукановића насеља и порекла становништва, у овом селу су постојале ове три махале: Добра, Гларево и Шаља. Међутим, у попису од 31. марта 1953. године, наводе се ове три и још следеће четири махале: Истог, Кастрат, Прокши и Рукић. Родовска
гумна су у окућницама. До села се налази „Кodra kalaja’’, а то је руинирана античка тврђава, свакако војничког карактера из времена Римљана. Ту се налазе стари римски новци, а нашла се и Једна мала грнчарска посуда, са дршком, која је уништена за време Другог светског рата. До села постоји старовремско гробље, звано Чумино гробље (алб. Vorre tё murtajё). Садашње становништво има у атару села четири гробља.

## Историја
Породица Гларевци су разрушили стару сеоску цркву, и од црквеног материјала сазидали су своје сеоске куће, а уз то заузели су свеколика црквена имања. У катастарском попису области Бранковића из 1455. године, наводи се село Врбница, које је имало 28 кућа. Свакако, то је данашње село Врбовце. Према наведеном попису из 1455. године, ово је насеље имало развијену пољопривредну делатност. Наиме, наводе се: пшеница, са приносом од З20 лукана, односно 40 лукана ушура; јечма и зоби 280 лукана, односно З5 лукана ушура, односно З5 лукана ушура, проса и ражи 120 лукана, са 15 лукана ушура, шиље З20 лукана, са 40 лукана ушура. Доходак од врта се рачунао З20 акчи на шта се плаћало 40 акчи ушура. Доходак од воћа је износио 160 акчи, на шта се плаћало З0 чаброва ушура. Доходак од кошница пчела износио је 240 акчи, на шта су даване дажбине З0 акчи. Један млин-воденица, мељиво жита је вршио само сезонски, те је доходак износио само 120 акчи, са дажбинама од 15 акчи. На крају ресум на свиње је износио 40 акчи, а доходак је износио 400 акчи, односно 800 свиња.

## Порекло становништва по родовима
Подаци порекла становништва по родовима из 1936. године:
- Добра (5 кућа), од фиса Гаш. Пореклом су из дреничког села Крушевца, одакле се доселило домаћинство 1835. године.
- Мемети (1 кућа), од фиса Кастрати. Ови родови су се доселили у новије време из дреничког села Полуже.
- Рукић (1 кућа), од фиса Кастрати, као чифчије, досељени су из дреничког села Кожице. Били су чифчије. Чифлачке обавезе су биле: 1/4 од прихода земљорадње бива за власника имања. Од житарица, власник је прво узимао 10/0, у сноповима, а затим следи деоба 1/4, од преосталих усева.
- Мулец (2 куће), од фиса Битић. Пореклом су из села Церовика, у Метохији.
- Прокш (4 куће), од фиса Ељшан. „То су старинци Срби од Косова”, који су се албанизовали.
- Крут (4 куће), од фиса Шаљ.
- Бенгала (1 кућа), од фиса Гаш досељени су из дреничког села Резала.
- Крељан (1 кућа), од фиса Кељменди, мухаџири.
- Гларева (5 кућа), од фиса Мзез. Старином су из села Гларева, у Метохији.
- Рукић (1 кућа), од фиса Кастрати. Досељени су из Подрима, а старином су из околине Скадра.
- Бузан (2 куће), од фиса Гаш, пореклом су из дреничког села Трстеника.
- Жуж (1 кућа), од фиса Гaш, досељени су из Обилића, у Дреници.
- Нуш (1 кућа), од фиса Гаш, досељени су из села Плочице, у Метохији.
- Беголи (1 кућа), од фиса Хоти, досељени су из дреничког села Трдевца.
- Пишанг (2 куће), од фиса Битић, досељени су из села Пишанга, у Метохијском Подгору.
- Тафалец (1 кућа), од фиса Битић, досељени су из дреничког села Полуже.
- Рукић (6 кућа), од фиса Кастрати, пореклом су из Метохије.
- Булак (1 кућа), од фиса Мзез, досељени су из дреничког села Чикатова.
- Мухаџир 1 кућа, од фиса Краснић, досељени су 1879. године, обрађивали су земљу као чифчије.

Цигани (Мађупи):
- Ђакол (1 кућа), од фиса Бериш.

Колонисти:
- Невољан (1 кућа), од фиса Краснић (старином дренички наполичари надничари).

Габељи:
- Румић (1 кућа)—скитачи.

## Становништво
Према статистичким подацима из 1914. године, Врбовац је имао 336 становника. Према попису становништва из 1921. године, Врбовац је имао 299 становника, са 32 домаћинства. Према попису становништва из 1948. године, Врбовац је имао 477 становника, од тога 249 мушких и 228 женских, са 50 кућа.
| Година       | 1914 | 1921 | 1948 | 1953 | 1961 | 1971 | 1981  | 1991  | 2011  |
| ------------ | ---- | ---- | ---- | ---- | ---- | ---- | ----- | ----- | ----- |
| Становништво | 336  | 299  | 477  | 555  | 686  | 841  | 1.071 | 1.377 | 1.247 |

|  |